# Юнацький чемпіонат Європи з футболу (U-19) 2009
8-й Чемпіонат Європи з футболу серед юнаків віком до 19 років пройшов в Україні з 21 липня до 2 серпня 2009 року. В турнірі взяли участь лише гравці, що народилися після 1 січня 1990 року. Переможцем стала збірна команда України, яка у фіналі перемогла збірну Англії із рахунком 2:0

## Міста та стадіони
| Донецьк            | Донецьк Маріуполь | Маріуполь         |
| ------------------ | ----------------- | ----------------- |
| РСК «Олімпійський» | Донецьк Маріуполь | «Іллічівець»      |
| Місткість: 26 100  | Донецьк Маріуполь | Місткість: 12 636 |
|                    | Донецьк Маріуполь |                   |
| «Металург»         | Донецьк Маріуполь | «Західний»        |
| Місткість: 5090    | Донецьк Маріуполь | Місткість: 3063   |
|                    | Донецьк Маріуполь |                   |

Тренувальними базами були:
| Місто     | Стадіон          | Місткість | Фото |
| --------- | ---------------- | --------- | ---- |
| Донецьк   | «Смолянка»       | 5000      |      |
| Донецьк   | «Олімпік»        | 3000      |      |
| Маріуполь | «Азовець»        | 1660      |      |
| Маріуполь | СТБ «Іллічівець» | 0         |      |

## Кваліфікація
1. Юнацький чемпіонат Європи з футболу (U-19) 2009 (кваліфікаційний раунд)
2. Юнацький чемпіонат Європи з футболу (U-19) 2009 (елітний раунд)

## Жеребкування
Жеребкування чемпіонату, в якому зіграють вісім юнацьких збірних, відбулося 12 червня в донецькому готелі «Донбасс Палас».

### Учасники
| - Україна (країна-господар) - Англія - Іспанія - Сербія - Словенія - Туреччина - Франція - Швейцарія |

## Груповий етап

### Група A
| М  | Команда   | І | В | Н | П | МЗ | МП | РМ | О |
| -- | --------- | - | - | - | - | -- | -- | -- | - |
| 1. | Англія    | 3 | 1 | 2 | 0 | 10 | 4  | +6 | 5 |
| 2. | Україна   | 3 | 1 | 2 | 0 | 3  | 2  | +1 | 5 |
| 3. | Швейцарія | 3 | 1 | 1 | 1 | 3  | 3  | 0  | 4 |
| 4. | Словенія  | 3 | 0 | 1 | 2 | 2  | 9  | −7 | 1 |

| 21 липня 2009 17:00 EET |

| Англія     | 1:1      | Швейцарія   |
| ---------- | -------- | ----------- |
| Метток 34' | Протокол | Вютріх 90+2 |

| «Металург», Донецьк, Україна Глядачів: 1 100 Арбітр: Мануель Грефе |

| 21 липня 2009 19:00 EET |

| Україна | 0:0      | Словенія |
| ------- | -------- | -------- |
|         | Протокол |          |

| РСК «Олімпійський», Донецьк, Україна Глядачів: 12 800 Арбітр: Іржи Єх |

| 24 липня 2009 17:00 EET |

| Словенія | 1:2      | Швейцарія            |
| -------- | -------- | -------------------- |
| Фінк 66' | Протокол | Паше 79' Мустафі 85' |

| «Металург», Донецьк, Україна Арбітр: Овідіу Алін Хатеган |

| 24 липня 2009 19:30 EET |

| Україна        | 2:2      | Англія                          |
| -------------- | -------- | ------------------------------- |
| Петров 2', 61' | Протокол | Ленсбері 25' (пен.) Гослінг 51' |

| РСК «Олімпійський», Донецьк, Україна Глядачів: 7 438 Арбітр: Хендрікус Бас Нейхейс |

| 27 липня 2009 19:00 EET |

| Швейцарія | 0:1      | Україна     |
| --------- | -------- | ----------- |
|           | Протокол | Рибалка 85' |

| РСК «Олімпійський», Донецьк, Україна Глядачів: 4 300 Арбітр: Іштван Вад |

| 27 липня 2009 19:00 EET |

| Словенія     | 1:7      | Англія                                                                   |
| ------------ | -------- | ------------------------------------------------------------------------ |
| Дімітров 50' | Протокол | Ленсбері 10' Бріггз 19' Велбек 25', 32' Дельфонесо 38', 70' Рейнджер 74' |

| «Металург», Донецьк, Україна Арбітр: Жером Ефонг Нзоло |

### Група B
| М  | Команда   | І | В | Н | П | МЗ | МП | РМ | О |
| -- | --------- | - | - | - | - | -- | -- | -- | - |
| 1. | Сербія    | 3 | 2 | 1 | 0 | 4  | 2  | +2 | 7 |
| 2. | Франція   | 3 | 1 | 2 | 0 | 3  | 2  | +1 | 5 |
| 3. | Іспанія   | 3 | 1 | 0 | 2 | 3  | 4  | −1 | 3 |
| 4. | Туреччина | 3 | 0 | 1 | 2 | 2  | 4  | −2 | 1 |

| 21 липня 2009 18:00 EET |

| Франція     | 1:1      | Сербія      |
| ----------- | -------- | ----------- |
| Брагімі 40' | Протокол | Алексич 44' |

| «Західний», Маріуполь, Україна Глядачів: 3 063 Арбітр: Іштван Вад |

| 21 липня 2009 20:30 EET |

| Туреччина    | 1:2      | Іспанія                      |
| ------------ | -------- | ---------------------------- |
| Албайрак 12' | Протокол | Фальке 49' (пен.) Хоселу 51' |

| «Іллічівець», Маріуполь, Україна Глядачів: 9 000 Арбітр: Овідіу Алін Хатеган |

| 24 липня 2009 16:30 EET |

| Франція     | 1:1      | Туреччина   |
| ----------- | -------- | ----------- |
| Н'Діайє 90' | Протокол | Їлдирим 64' |

| «Західний», Маріуполь, Україна Глядачів: 3 063 Арбітр: Жером Ефонг Нзоло |

| 24 липня 2009 18:30 EET |

| Сербія             | 2:1      | Іспанія   |
| ------------------ | -------- | --------- |
| Мілановіч 36', 51' | Протокол | Хоселу 6' |

| «Іллічівець», Маріуполь, Україна Глядачів: 2 800 Арбітр: Іржи Єх |

| 27 липня 2009 17:00 EET |

| Іспанія | 0:1      | Франція     |
| ------- | -------- | ----------- |
|         | Протокол | Брагімі 27' |

| «Іллічівець», Маріуполь, Україна Арбітр: Мануель Грефе |

| 27 липня 2009 17:00 EET |

| Сербія      | 1:0      | Туреччина |
| ----------- | -------- | --------- |
| Алексич 17' | Протокол |           |

| «Західний», Маріуполь, Україна Глядачів: 1 100 Арбітр: Хендрікус Бас Нейхейс |

## Плей-оф
|  | Півфінали            | Півфінали |   |  | Фінал              | Фінал |  |
|  |                      |           |   |  |                    |       |  |
|  | 30 липня – Донецьк   |           |   |  |                    |       |  |
|  | Англія               | 3         |   |  |                    |       |  |
|  | Франція              | 1         |   |  |                    |       |  |
|  |                      |           |   |  |                    |       |  |
|  |                      |           |   |  | 2 серпня – Донецьк |       |  |
|  |                      |           |   |  | Англія             | 0     |  |
|  |                      | Україна   | 2 |  |                    |       |  |
|  |                      |           |   |  |                    |       |  |
|  |                      |           |   |  |                    |       |  |
|  |                      |           |   |  |                    |       |  |
|  | 30 липня – Маріуполь |           |   |  |                    |       |  |
|  | Сербія               | 1         |   |  |                    |       |  |
|  | Україна              | 3         |   |  |                    |       |  |

### Півфінали
| 30 липня 2009 16:30 |

| Англія                            | 3:1 (дод. час) | Франція |
| --------------------------------- | -------------- | ------- |
| Ленсбері 37' Дельфонесо 92', 105' | Протокол       | Гуйє 8' |

| РСК «Олімпійський», Донецьк, Україна Глядачів: 3500 Арбітр: Бас Нейхейс |

| 30 липня 2009 19:00 |

| Сербія      | 1:3      | Україна                  |
| ----------- | -------- | ------------------------ |
| Алексич 22' | Протокол | Шахов 1' Гармаш 39', 86' |

| «Іллічівець», Маріуполь, Україна Глядачів: 12400 Арбітр: Мануель Грефе |

### Фінал
| 2 серпня 2009 16:30 EET |

| Англія | 0:2      | Україна                |
| ------ | -------- | ---------------------- |
|        | Протокол | Гармаш 5' Коркішко 49' |

| РСК «Олімпійський», Донецьк, Україна Глядачів: 25,000 Арбітр: Іржи Єх |

| Англія:     |    |                  |     |     |
|             |    |                  |     |     |
| В           | 1  | Джейсон Стіл (к) |     |     |
| З           | 2  | Кіран Тріппьє    |     |     |
| 3           | 3  | Джо Метток       | 45' |     |
| П           | 4  | Ден Гослінг      |     |     |
| З           | 5  | Кайл Вокер       |     |     |
| Н           | 7  | Денні Велбек     |     | 64' |
| П           | 8  | Денні Дрінквотер | 53' | 55' |
| Н           | 10 | Натан Дельфонесо |     |     |
| П           | 11 | Генрі Ленсбері   |     |     |
| П           | 16 | Джо Беннетт      |     |     |
| З           | 18 | Меттью Бріггс    |     |     |
| Заміни:     |    |                  |     |     |
| В           | 13 | Деклан Радд      |     |     |
| З           | 6  | Гевін Хойт       |     |     |
| Н           | 9  | Найл Рейнджер    |     | 64' |
| Н           | 12 | Різ Мерфі        |     |     |
| П           | 6  | Андрос Таунсенд  |     |     |
| П           | 9  | Ендрю Татт       |     | 55' |
| Тренер:     |    |                  |     |     |
| Браєн Істік |    |                  |     |     |

| Україна:         |    |                     |     |       |
|                  |    |                     |     |       |
| В                | 1  | Ігор Левченко       |     |       |
| З                | 2  | Дмитро Кушніров     |     |       |
| З                | 3  | Темур Парцванія     |     |       |
| З                | 4  | Сергій Кривцов      |     |       |
| Н                | 7  | Дмитро Коркішко     | 49' |       |
| П                | 8  | Кирило Петров (к)   | 62' | 90+6' |
| П                | 9  | Денис Гармаш        | 5'  | 67'   |
| П                | 14 | Євген Шахов         |     |       |
| П                | 15 | Сергій Рибалка      |     |       |
| Н                | 17 | Віталій Каверін     |     | 80'   |
| Н                | 19 | Ігор Чайковський    |     |       |
| Заміни:          |    |                     |     |       |
| В                | 12 | В'ячеслав Базилевич |     |       |
| З                | 5  | Максим Білий        |     |       |
| Н                | 10 | Артур Карноза       |     |       |
| Н                | 11 | Сергій Шевчук       |     | 80'   |
| Н                | 18 | Дмитро Єременко     |     | 90+6' |
| П                | 20 | Сергій Логінов      |     |       |
| Тренер:          |    |                     |     |       |
| Юрій Калитвинцев |    |                     |     |       |

| Асистенти арбітра: Матіус Класеніус Сауліус Дірда Четвертий арбітр: Іштван Вад |

| Чемпіон Європи 2009 |
| ------------------- |
| Україна 1-й титул   |

## Бомбардири
| 4 голи - Натан Дельфонесо 3 голи - Данієль Алексіч - Денис Гармаш - Генрі Ленсбері 2 голи - Хоселу - Кирило Петров - Мілан Мілановіч - Денні Велбек | 1 гол - Ден Гослінг - Джо Метток - Найл Рейнджер - Меттью Бріггс - Іяго Фальке - Ерен Албайрак - Серджан Їлдирим - Матіц Фінк - Деян Дімітров | 1 гол - Альфред Н'Діайє - Магай Гуей - Себастьєн Вютріх - Александр Паше - Орхан Мустафі - Сергій Рибалка - Дмитро Коркішко - Євген Шахов |